# Black Ops Entertainment
Black Ops Entertainment er en virksomhed, der udvikler videospil. Virksomheden blev grundlagt i 1994 i Santa Monica, Californien af fire tidligere studerende fra MIT. Siden stiftelsen har virksomheden udviklet flere spil for spillekonsollerne PS1, Nintendo 64, PS2, Gamecube, og Xbox.
Black Ops fik sin første kontrakt med Virgin Games i forbindelse med udviklingen af spillet Agile Warrior. Black Ops modtog prisen "Best Sports Console Game" i 2000 uddelt af "Academy of Interactive Arts & Sciences" for N64 udgaven af Knockout Kings 2000. Black Ops’ spil har solgt millioner af eksemplarer og har omsat for mere end 500 millioner US dollars i detailhandlen.

## Spil
- AND 1 Streetball (PS2, Xbox)
- Tomorrow Never Dies (PS1)
- Terminator 3: Rise of the Machines (PS2, Xbox)
- Fugitive Hunter: War on Terror (PS2)
- The World is not Enough (PS1)
- Street Hoops (PS2, Xbox, GameCube)
- Warpath: Jurassic Park (PS1)
- Knockout Kings 2000 (N64)
- The X-Files: Resist or Serve (PS2)
- Black Dawn (PS1)
- NCAA March Madness 2001 (PS1)
- Agile Warrior F-IIIX (PS1)
- Treasures of the Deep (PS1)
- Knockout Kings 2001 (PS2)
- Knockout Kings 2002 (PS2, Xbox)
- Video Poker and Blackjack (PS2)
- America's 10 Most Wanted (PC, PS2)

## Eksterne links
- Official website